# Livre (filme)
Wild (bra/prt: Livre) é um filme estadunidense de 2014, dos gêneros aventura e drama biográfico, dirigido por Jean-Marc Vallée, com roteiro de Nick Hornby baseado no livro de memórias Wild: From Lost to Found on the Pacific Crest Trail, de Cheryl Strayed.
Protagonizado por Reese Witherspoon como Strayed, ao lado de Laura Dern (como mãe de Strayed), com Thomas Sadoski, Michiel Huisman e Gaby Hoffmann.
Wild estreou no Festival de Cinema de Telluride em 29 de agosto de 2014 e foi lançado nos cinemas em 3 de dezembro de 2014, na América do Norte. O filme recebeu críticas positivas e foi um sucesso de bilheteria arrecadando US$ 52,5 milhões contra seu orçamento de US$ 15 milhões. Witherspoon e Dern receberam indicações no Oscar 2015 de Melhor Atriz e Melhor Atriz Coadjuvante, respectivamente.

## Sinopse
Em junho de 1995, apesar da falta de experiência em caminhadas, a recente divorciada Cheryl Strayed (Reese Witherspoon) deixa Minneapolis, Minnesota, para percorrer 1.100 milhas da Pacific Crest Trail de 2,650 milhas em uma jornada de autodescoberta e cura. Durante a caminhada, Strayed reflete em flashbacks de sua infância em Minnesota e nas memórias de sua mãe, Bobbi Gray (Laura Dern). A morte de Bobbi por câncer de pulmão levou Cheryl a uma profunda depressão, que ela tentou adormecer com heroína e sexo anônimo, o que acabou destruindo seu casamento com seu marido Paul (Thomas Sadoski). Depois de descobrir que estava grávida, Strayed conseguiu um aborto e resolveu caminhar pela trilha para se redimir.
Strayed começa sua jornada no deserto de Mojave, no sul da Califórnia, com sua mochila. Na primeira noite, ela descobre que trouxe o tipo errado de gás para o fogão e, portanto, é incapaz de cozinhar. Depois de mais alguns dias, Strayed conhece Frank (W. Earl Brown), um agricultor e trabalhador da construção civil que a leva para passar a noite e com sua esposa oferece a ela uma refeição caseira e um banho quente.
Strayed conhece um alpinista chamado Greg (Kevin Rankin) que concorda em encontrá-la em Kennedy Meadows, Califórnia. Ao chegar, ela conhece um campista chamado Ed (Cliff DeYoung), que ajuda Strayed a aliviar estrategicamente sua mochila com excesso de peso e a convence a substituir suas botas de tamanho menor por um novo par, para ser entregue em uma futura parada na trilha. Strayed continua sua caminhada pela Sierra Nevada, apesar dos avisos de Greg sobre a queda de neve profunda. Depois de remover uma bota para remover uma unha solta, a bota acidentalmente cai por uma ladeira inacessivelmente profunda, forçando-a a continuar a jornada usando sandálias reforçadas com fita adesiva.
A melhor amiga de Strayed, Aimee (Gaby Hoffmann), envia suas provisões para paradas ao longo da trilha, incluindo cartas que a felicitam por seu progresso. Strayed também recebe cartas de seu ex-marido Paul ao longo do caminho.
Na manhã do dia 58, Strayed está sem água e desesperadamente lambe o orvalho da barraca. Desidratada e quase exausta, ela aspira a água de uma poça de lama. Enquanto ela espera que a água seja desinfetada, dois caçadores se aproximam, um fazendo comentários sugestivos que deixam Strayed se sentindo ameaçada e vulnerável. Isso faz com que ela saia rapidamente e fuja.
Strayed sai da Califórnia e chega em Ashland, Oregon, onde conhece um homem chamado Jonathan (Michiel Huisman), com quem assiste a um concerto em homenagem a Jerry Garcia e depois eles tem relações sexuais. Dias depois, Strayed chega à Floresta Nacional de Mount Hood e encontra um grupo amigável de jovens caminhantes que compartilham suas experiências. Os caminhantes a reconhecem pelas assinaturas que ela está deixando nos livros de registro dos caminhantes ao longo da Pacific Crest Trail. Strayed freqüentemente deixa citações ou poemas que são significativos para ela ao longo de sua jornada.
Um dia chuvoso, Strayed encontra uma lhama que escapou de um garoto caminhando com sua avó (Anne Gee Byrd). Conversou com o garoto, que pergunta sobre seus pais. Depois que ela menciona a morte de sua mãe, o garoto canta "Red River Valley" para Strayed, dizendo que é uma música que sua mãe costumava cantar para ele. Depois que o menino e sua avó seguem pela trilha, Strayed se desmorona e chora.
Em 15 de setembro, depois de caminhar por 94 dias, Strayed chega à Bridge of the Gods no rio Columbia, entre Oregon e Washington, encerrando sua jornada. Em vários pontos ao longo da trilha, inclusive no final da ponte, Strayed encontra uma raposa vermelha, que ela interpreta como carregando o espírito de sua mãe que a vigia. Ela reflete que, quatro anos no futuro, ela se casará novamente em vista da ponte, cinco anos depois de ter um filho e um ano depois de ter uma filha chamada Bobbi, em homenagem à mãe de Strayed.[carece de fontes?]

## Elenco
- Reese Witherspoon como Cheryl Strayed[11]
  - Bobbi Lindstrom como jovem Cheryl (a filha da vida real de Cheryl Strayed)[12]
- Laura Dern como Bobbi Gray, mãe de Cheryl[1]
- Thomas Sadoski como Paul, ex-marido de Cheryl[1] (baseado no ex-marido de Cheryl, Marco Littig)
- Keene McRae como Leif, irmão de Cheryl[13]
- Michiel Huisman[14] como Jonathan, um homem com quem Cheryl tem relações sexuais após conhecê-lo em Ashland, Oregon
- W. Earl Brown[14] como Frank, um trabalhador da construção civil a quem Cheryl pede comida
- Jan Hoag como Annette, esposa de Frank, que serve jantar para Cheryl
- Gaby Hoffmann[14] como Aimee, a melhor amiga de Cheryl em Minnesota
- Kevin Rankin[14] como Greg, um caminhante que Cheryl encontra na trilha que acaba desistindo (baseado em Roger Carpenter)
- Brian Van Holt como o guarda florestal da Floresta Nacional de Mount Hood que abre a loja para Cheryl depois que ela foi fechada
- Cliff DeYoung como Ed, um homem na trilha de Kennedy Meadows que ajuda Cheryl
- Mo McRae como Jimmy Carter, um repórter que entrevista Cheryl para o "Hobo Times" (ele a confunde com uma andarilha, apesar de sua negação)
- Charles Baker como TJ, um dos dois caçadores ameaçadores que Cheryl encontra na trilha
- Jason Newell como Ronald Nylund, pai de Cheryl
- Ray Buckley como Joe, namorado viciado em drogas de Cheryl que a engravidou, resultando em um aborto
- Cathryn de Prume como Stacy Johnson, uma alpinista feminina que Cheryl encontra na trilha
- Evan O'Toole como Kyle, um garoto que Cheryl conhece na trilha
- Anne Gee Byrd como Vera, avó de Kyle
- Randy Schulman como terapeuta de Cheryl
- Anne Sorce como enfermeira de Bobbi no hospital
- Matt Pascua como Wayne, amigo de Leif
- Art Alexakis como o tatuador

## Produção
Em 8 de março de 2012, Reese Witherspoon anunciou que faria um filme das memórias de Cheryl Strayed Wild: From Lost to Found on the Pacific Crest Trail, através de sua nova empresa de produção, Pacific Standard, além de estrelar Strayed no filme. Em julho de 2013, a Fox Searchlight Pictures adquiriu os direitos do projeto, com Nick Hornby escrevendo e Witherspoon, Bruna Papandrea e Bill Pohlad produzindo. Em agosto de 2013, o canadense Jean-Marc Vallée assinou contrato para dirigir.
A filmagem principal começou em 11 de outubro de 2013, com as filmagens ocorrendo em Oregon e Califórnia. Strayed estava disponível para a produção durante seu tempo no Oregon. Sobre os rigores das gravações, Witherspoon afirmou:
De longe, este é o filme mais difícil que já fiz na minha vida. Não andei mil milhas, é claro, mas era um tipo diferente de rigor físico. Eu subia uma colina com uma mochila de 45 libras e eles diziam: 'Espere, essa mochila não parece pesada o suficiente. Coloque esta mochila de 65 libras e suba a colina nove ou dez vezes. Nós literalmente não paramos de fotografar em locais remotos - não parávamos para almoçar, apenas comíamos lanches. Sem pausas no banheiro. Era uma loucura, mas era tão maravilhoso. Foi uma imersão completa e nunca me senti mais perto de uma equipe. Nós literalmente puxamos um ao outro pelas montanhas e carregamos o equipamento um do outro.
Para atingir o realismo necessário, o diretor exigiu que Witherspoon não usasse nenhum tipo de maquiagem e retirou e cobriu todos os espelhos que porventura existissem nos sets: "Me senti atuando em um documentário, se é que isso é possível", disse Reese "Estou sem maquiagem, carregando uma mochila pesada nas costas e tentando aprender a acampar junto com a personagem. Quando você vê Cheryl lutando para montar a tenda, aquela sou eu de verdade na frente das câmeras. Eu não tinha ideia do que estava fazendo". Para se acostumar com as filmagens exigentes, a atriz passou a meditar sozinha nas montanhas: "Não podia ficar pensando onde estava a câmera, porque precisava me preocupar com as escaladas. Eu nunca abandonava a personagem, porque simplesmente não havia outra alternativa a não ser encarar aquela jornada".

### Música
A trilha sonora do filme, supervisionado por Susan Jacobs, foi lançado pela Legacy Recordings em 10 de novembro de 2014. Contém 15 faixas de várias épocas da música. "A direção principal da música era usá-la apenas durante flashbacks", disse Vallée. "O que Cheryl está ouvindo em sua vida, é a música que ouvimos durante o filme." Uma música de destaque apresentada ao longo do filme é o cover El Cóndor Pasa (If I Could) de Simon & Garfunkel", que foi usada principalmente para evocar a memória de Cheryl de sua mãe. Jacobs explicou: "Não se trata de realidade. Trata-se de manter a essência da mãe lá".

## Lançamento
Wild estreou em 29 de agosto de 2014, no Festival de Cinema de Telluride, e foi apresentado no Festival Internacional de Cinema de Toronto em 8 de setembro e no Festival Internacional de Cinema de San Diego em 24 de setembro. Foi lançado na América do Norte em 3 de dezembro de 2014.
A Bridge of the Gods, onde termina a jornada de Strayed, desfrutou de crescente popularidade e tráfego que levaram a um aumento em seu pedágio.

## Recepção
O filme recebeu, em sua maioria, críticas e revisões positivas, com uma aclamação especial à direção de Vallée e à performance física e mental de Witherspoon. O site de resumos e críticas Rotten Tomatoes notificou uma aprovação de 89% e um certificado geral de 7,5/10, com base em 267 resenhas, ressaltando a direção de Vallée e a atuação de Witherspoon. O consenso crítico do site diz: "Poderosamente emocionante e emocionalmente ressonante, Wild encontra o diretor Jean-Marc Vallée e a estrela Reese Witherspoon trabalhando no auge de seus respectivos poderes". Metacritic, que usa uma média ponderada, atribuiu uma pontuação de 76 em 100, com base em 47 revisões, indicando "revisões geralmente favoráveis". As audiências consultadas pelo CinemaScore deram ao filme uma nota média de "A-" na escala A+ a F.
Stephen Farber, do The Hollywood Reporter, elogiou as performances de Witherspoon e Dern, além de Vallée, dizendo que ele "criou um vívido filme de aventura no deserto que também é uma história poderosa de angústia e sobrevivência em família" e Hornby por adaptar "o livro com delicadeza".
Pete Hammond, do Deadline Hollywood ecoou essas afirmações, sentindo Witherspoon "acertando em cheio" e que ela "oferece seu melhor trabalho de tela desde a sua vez ganhadora do Oscar em Walk the Line, e esse retrato tridimensional de uma mulher que se procura... certamente a colocará de volta no meio da corrida de Melhor Atriz". A crítica de My Film Habit, Allison M. Lyzenga, disse: "Estava tentando ser muitas coisas, e não acho que realmente cumpriu todas elas, mas ainda assim foi interessante o suficiente. Portanto, vale a pena alugar."
Strayed, a autora do romance, afirmou que o filme foi desprezado da categoria de Melhor Filme no Oscar devido ao "sexismo de Hollywood". Sete dos oito indicados ao Melhor Filme de 2014 giram quase inteiramente em torno de personagens masculinos.

### Indicações
| Prêmio                                               | Data da cerimônia       | Categoria                                            | Destinatários e nomeados    | Resultado |
| ---------------------------------------------------- | ----------------------- | ---------------------------------------------------- | --------------------------- | --------- |
| Academy Awards                                       | 22 de fevereiro de 2015 | Melhor Atriz                                         | Reese Witherspoon           | Indicado  |
| Academy Awards                                       | 22 de fevereiro de 2015 | Melhor Atriz Coadjuvante                             | Laura Dern                  | Indicado  |
| AACTA International Awards                           | 31 de janeiro de 2015   | Melhor Atriz                                         | Reese Witherspoon           | Indicado  |
| British Academy Film Awards                          | 8 de fevereiro de 2015  | Melhor Atriz Principal                               | Reese Witherspoon           | Indicado  |
| Critics' Choice Movie Awards                         | 15 de janeiro de 2015   | Melhor Atriz                                         | Reese Witherspoon           | Indicado  |
| Critics' Choice Movie Awards                         | 15 de janeiro de 2015   | Melhor Roteiro Adaptado                              | Nick Hornby                 | Indicado  |
| Costume Designers Guild                              | 17 de fevereiro de 2015 | Excelência em Cinema Contemporâneo                   | Melissa Bruning             | Indicado  |
| Prémios Globo de Ouro                                | 11 de janeiro de 2015   | Melhor Atriz em Filme - Drama                        | Reese Witherspoon           | Indicado  |
| Location Managers Guild Awards                       | 7 de março de           | Locais de destaque em um filme contemporâneo         | Nancy Haecker               | Venceu    |
| MTV Movie Awards                                     | 12 de abril de 2015     | Melhor Performance Feminina                          | Reese Witherspoon           | Indicado  |
| People's Choice Awards                               | 7 de janeiro de 2015    | Atriz dramática favorita                             | Reese Witherspoon           | Indicado  |
| San Francisco Film Critics Circle Award              | 14 de dezembro de 2014  | Melhor Atriz                                         | Reese Witherspoon           | Indicado  |
| San Francisco Film Critics Circle Award              | 14 de dezembro de 2014  | Melhor Roteiro Adaptado                              | Nick Hornby                 | Indicado  |
| Satellite Awards                                     | 15 de fevereiro de 2015 | Melhor Atriz                                         | Reese Witherspoon           | Indicado  |
| Satellite Awards                                     | 15 de fevereiro de 2015 | Melhor Atriz Coadjuvante                             | Laura Dern                  | Indicado  |
| Satellite Awards                                     | 15 de fevereiro de 2015 | Melhor Roteiro Adaptado                              | Nick Hornby                 | Indicado  |
| Screen Actors Guild Award[carece de fontes?]         | 25 de janeiro de 2015   | Excelente desempenho de uma atriz no papel principal | Reese Witherspoon           | Indicado  |
| Teen Choice Awards                                   | 16 de agosto de 2015    | Choice Movie Actress: Drama                          | Reese Witherspoon           | Indicado  |
| USC Scripter Award                                   | 31 de janeiro de 2015   | Melhor Roteiro Adaptado                              | Nick Hornby, Cheryl Strayed | Indicado  |
| Washington D.C. Area Film Critics Association Awards | 8 de dezembro de 2014   | Melhor Atriz                                         | Reese Witherspoon           | Indicado  |
| Washington D.C. Area Film Critics Association Awards | 8 de dezembro de 2014   | Melhor Atriz Coadjuvante                             | Laura Dern                  | Indicado  |
| Washington D.C. Area Film Critics Association Awards | 8 de dezembro de 2014   | Melhor Roteiro Adaptado                              | Nick Hornby                 | Indicado  |
| Writers Guild of America Awards                      | 14 de fevereiro de 2015 | Melhor Roteiro Adaptado                              | Nick Hornby                 | Indicado  |